# Prtiče
Prtiče (nemško Pertitschach) je naselje v Občini Hodiše v Okraju Celovec-dežela na Koroškem v Avstriji.